# Pachycephala tenebrosa
Cette espèce ne doit pas être confondue avec le Pitohui ombré qui porte désormais le nom scientifique de Colluricincla tenebrosa
Espèce
Statut de conservation UICN

 LC  : Préoccupation mineure
Pachycephala tenebrosa (anciennement Colluricincla tenebrosa) est une espèce de passereaux de la famille des Pachycephalidae.
L'espèce est sédentaire. Elle est apparemment plus fréquente sur les îles les plus petites de son territoire.

## Alimentation
Cet oiseau se nourrit principalement d'insectes, mais aussi d'escargots, de baies, de fruits et de graines. Il se nourrit sur le sol ou à proximité.

## Répartition
Cet oiseau se trouve sur les îles de Babelthuap, Koror, Garakayo, Peleliu et Ngabad aux Palaos.

## Habitat
Il habite les forêts profondes primaires tropicales humides.

## Taxinomie
Les travaux de Dumbacher et al. (2008), Norman et al. (2009) et Jønsson et al. (2010), entérinés dans la classification taxinomique (version 3.4, 2013) du Congrès ornithologique international, montrent que cette espèce appartient au genre Pachycephala et non au genre Colluricincla où elle était précédemment placée. Quand elle appartenait au genre Colluricincla, son nom normalisé CINFO était Pitohui des Palau.
Avec ce changement de genre, l'espèce Pitohui ombré reprend son nom scientifique de Colluricincla tenebrosa.